# Maria Theresia Anna van Oostenrijk

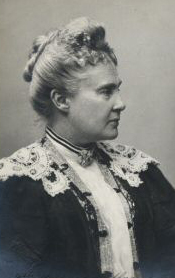
Maria Theresia van Oostenrijk

Maria Theresia Anna van Habsburg-Lotharingen (Wenen, 15 juli 1845 –  Tübingen, 8 oktober 1927), aartshertogin van Oostenrijk, was een lid van het huis Habsburg-Lotharingen. Ze was de oudste dochter van aartshertog Albrecht van Oostenrijk-Teschen en prinses Hildegard van Beieren.
Maria Theresia trouwde op 18 januari 1865 te Wenen met hertog Philip van Württemberg, een achterkleinzoon in mannelijke lijn van hertog Frederik Eugenius van Württemberg. Uit dit huwelijk werden vijf kinderen geboren:
- Albrecht (1865-1939), volgde oud-koning Willem II van Württemberg op als het hoofd van het huis Württemberg
- Maria (1865-1883), op jonge leeftijd gestorven
- Maria Isabella (1865-1883), gehuwd met prins Johan George van Saksen (een zoon van koning George van Saksen)
- Robert (1873-1947), gehuwd met aartshertogin Maria Immaculata van Oostenrijk (een kleindochter van Leopold II van Toscane)
- Ulrich (1877-1944)